# Лі Ю Мі
У цьому корейському імені прізвище (Лі) стоїть перед особовим ім'ям.
Лі Ю Мі (кор. 이유미; нар. 18 липня 1994) — південнокорейська акторка. Вона відома за ролями Чі Йон в «Гра в кальмара» (2021) та Лі На Йон в «Усі ми мертві» (2022). Ю Мі виграла Премію «Еммі» найкращій запрошеній акторці в драматичному серіалі за свою роль Чі Йон в «Гра в кальмара», ставши першою корейською акторкою, що виграла в цій категорії.

## Раннє життя
Лі Ю Мі народилася 18 липня 1994 року в Чонджу, Південна Корея.

## Кар'єра
Вона розпочала свою акторську кар'єру у 2010 році, зігравши дебютну роль у трилеру-бойовику «Жовте море». У наступному році, її портфоліо складалося лише з незначних ролей в кількох фільмах та телесеріалах.
28 вересня 2020 року було оголошено, що Ю Мі підписала ексклюзивний контракт з Varo Entertainment.
У 2021 слава акторки зросла за межами Південної Кореї завдяки своїй ролі Чі Йон (Номер 240) у серіалі Netflix «Гра в кальмара». Після міжнародного успіху серіалу, кількість підписників Ю Мі в Instagram зросла з 40000 до близько 6,5 мільйонів протягом лічених днів. Її акторська гра принесла перемогу в категорії Премія «Еммі» найкращій запрошеній акторці в драматичному серіалі, зробивши її першою корейською акторкою, що отримала цю нагороду.
У 2022 Ю Мі знялася як Лі На Йон у зомбі-тематичному серіалі Netflix «Усі ми мертві». Її реалістична акторська гра як лиходійської, егоїстичної та зарозумілої учениці з багатої сім'ї (що сильно контрастувало на фоні співчутливої і самовідданої Чі Йон з «Гри в кальмара») ще сильніше збільшило їй славу на додачу до популярності, що вона вже мала за свою роль в «Грі в кальмара».

## Філантропія
20 липня 2022 року Ю Мі пожертвувала косметичних продуктів на суму ₩3 мільйони громадському фонду для пацієнтів з опіками.

## Фільмографія

### Фільми
| Рік          | Назва                           | Роль               | Прим.         |
| ------------ | ------------------------------- | ------------------ | ------------- |
| 2010         | «Жовте море»                    | Дочка Кім Тхе Вона | [ 8 ]         |
| 2012         | «Виноградні цукерки»            | Сон Джу (молода)   | [ 9 ]         |
| 2013         | «Російський роман»              | Ю Мі               | [ 9 ]         |
| 2013         | «Хваї: Хлопець монстр»          | Подруга Ю Кьон     | [ 9 ]         |
| 2013         | «Груба гра»                     | Реклама дівчина    | [ 9 ]         |
| 2015         | «Пташиний вид»                  | Со Ньо             | [ 10 ] [ 11 ] |
| 2016         | «Як французький фільм»          | Су Бін             | [ 9 ] [ 11 ]  |
| 2016         | «Ви будете там?»                | Йон А              | [ 12 ]        |
| 2017         | «Дівчина із суперсилою»         | Мен Джу Рі         | [ 13 ]        |
| 2017         | «Оператор серцебиття»           | Хє Ин              | [ 14 ]        |
| 2018         | «Ніколи не поспішай»            | Хана               | [ 15 ]        |
| 2018         | «На природі: Початок»           | Ма Рі              | [ 16 ]        |
| 2018         | «Шепіт»                         | Пьон Чі Ин         | [ 17 ]        |
| 2018         | «Пак Хва Йон»                   | Се Джін            | [ 18 ]        |
| 2021         | «Проблеми молоді»               | Юн Се Джін         | [ 19 ]        |
| 2021         | «Заручник: Зникла знаменитість» | Пан Со Йон         | [ 20 ]        |
| 2022         | «Сьогоднішня суперсила»         | Чі У               | [ 21 ]        |
| 2023         | «Нова норма»                    | Хьон Су            | [ 22 ] [ 21 ] |
| В очікуванні | «Янгол дощу»                    | Є Джі              | [ 23 ]        |

### Телесеріали
| Рік  | Назва                         | Роль                | Замітки          | Мережа | Прим.  |
| ---- | ----------------------------- | ------------------- | ---------------- | ------ | ------ |
| 2010 | «Майбутній хлопчик»           | Со Йон Ду           |                  | EBS    | [ 24 ] |
| 2015 | «Чхо Йон 2»                   | Сон Та Джун         | Камео (серія 6)  | OCN    | [ 25 ] |
| 2017 | «Діти 20-го століття»         | Мі Даль/Чо Мін Хьон |                  | MBC    | [ 26 ] |
| 2018 | «Голос 2»                     | Хван Хі Джу         | Камео (серія 3)  | OCN    | [ 27 ] |
| 2018 | «Просто танцюй»               | Кім До Йон          |                  | KBS2   | [ 28 ] |
| 2019 | «Лікар Джон»                  | На Кьон А           |                  | SBS    | [ 29 ] |
| 2020 | «Сцена драми — Кожен вже там» | Лі Кю Джін          | Одноактна драма  | tvN    | [ 30 ] |
| 2020 | «365: Повторити рік»          | Кім Се Рін          |                  | MBC    | [ 31 ] |
| 2022 | «Ментальний тренер Че Галь»   | Чха Ка Иль          |                  | tvN    | [ 32 ] |
| 2022 | «Якщо загадаєш бажання»       | Молода жінка        | Камео (серія 16) | KBS2   | [ 33 ] |
| 2023 | «Сильна жінка Кан Нам Сун»    | Кан Нам Сун         |                  | JTBC   | [ 34 ] |

### Вебсеріали
| Рік          | Назва                                     | Роль                   | Платформа | Прим.  |
| ------------ | ----------------------------------------- | ---------------------- | --------- | ------ |
| 2018         | «Тривіальне післяобіднє місто»            | Сін На Ра              | Naver TV  | [ 35 ] |
| 2018         | «Час приготування кохання 3 хв 40 секунд» | Є Чі                   | Нонсім    | [ 36 ] |
| 2021         | «Гра в кальмара»                          | Чі Йон (Гравець № 240) | Netflix   | [ 37 ] |
| 2022         | «Усі ми мертві»                           | Лі На Йон              | Netflix   | [ 38 ] |
| В очікуванні | «Пан Планктон»                            | Чо Че Мі               | Netflix   | [ 39 ] |

### Поява в музичних відео
| Рік  | Назва пісні | Виконавець | Прим.  |
| ---- | ----------- | ---------- | ------ |
| 2023 | «Yesterday» | Джей Пак   | [ 40 ] |

## Нагороди та номінації
| Церемонія нагородження                           | Рік  | Категорія                                                         | Номінант / Робота                                                  | Результат | Прим.  |
| ------------------------------------------------ | ---- | ----------------------------------------------------------------- | ------------------------------------------------------------------ | --------- | ------ |
| Премія «Зірок МААТР»                             | 2022 | Нагорода за майстерність, Найкраща акторка OTT драми              | «Гра в кальмара» «Усі ми мертві»                                   | Номінація | [ 41 ] |
| Кінопремія «Блакитний дракон»                    | 2021 | Найкращий акторський дебют (жінки)                                | «Проблеми молоді»                                                  | Номінація | [ 42 ] |
| Премія мистецтв Пексан                           | 2022 | Найкращий акторський дебют (жінки) — Кіно                         | «Проблеми молоді»                                                  | Перемога  | [ 43 ] |
| Премія мистецтв Пексан                           | 2022 | Найкращий акторський дебют (жінки) — Телебачення                  | «Усі ми мертві»                                                    | Номінація | [ 44 ] |
| Кінопремія Буїль                                 | 2021 | Найкращий акторський дебют (жінки)                                | «Проблеми молоді»                                                  | Перемога  | [ 45 ] |
| Премія Cine21                                    | 2021 | Найкраща нова акторка                                             | «Заручник: Зникла знаменитість» «Проблеми молоді»                  | Перемога  | [ 46 ] |
| Премія «Золоте Дербі»                            | 2022 | Найкраща запрошена акторка драматичного серіалі                   | «Гра в кальмара»                                                   | Перемога  | [ 47 ] |
| Премія Kinolights                                | 2021 | Акторка року (вітчизняний ринок)                                  | «Гра в кальмара» «Заручник: Зникла знаменитість» «Проблеми молоді» | 4-те      | [ 48 ] |
| Премія асоціації корейських кіносценаристів      | 2021 | Найкращий акторський дебют (жінки)                                | «Заручник: Зникла знаменитість» «Проблеми молоді»                  | Перемога  | [ 49 ] |
| Прайм-тайм премія «Еммі» категорії Creative Arts | 2022 | Премія «Еммі» найкращій запрошеній акторці в драматичному серіалі | «Гра в кальмара»                                                   | Перемога  | [ 50 ] |

### Рейтингові списки
| Видавець | Рік  | Список   | Місце     | Прим.  |
| -------- | ---- | -------- | --------- | ------ |
| «Тайм»   | 2022 | Time 100 | Потрапила | [ 51 ] |